# Stephen Rerych
Stephen Karl Rerych (Filadelfia, 14 maggio 1946) è un ex nuotatore statunitense.
Specializzato nello stile libero, ha vinto la medaglia d'oro nelle staffette 4x100 m sl e 4x200 m sl ai Giochi olimpici di Città del Messico 1968.

È stato primatista mondiale nella staffette 4x100 m sl.

## Palmarès
- Olimpiadi
  - Città del Messico 1968: oro nelle staffette 4x100 m sl e 4x200 m sl.